# Cyperus consors
Cyperus consors är en halvgräsart som beskrevs av Charles Baron Clarke. Cyperus consors ingår i släktet papyrusar, och familjen halvgräs. Inga underarter finns listade i Catalogue of Life.